# Стилет (фильм)
«Стиле́т» (англ. Jacknife, США, 1989 год) — фильм режиссёра Дэвида Хью Джонса. Психологическая драма, небольшая история о близких людях, взаимоотношения которых осложняются пост-вьетнамским синдромом. Фильм снят по пьесе Стэфена Меткалфа «Странный снег» на основе созданного им же сценария.

## Сюжет
Джозеф Мегесси (Де Ниро), по кличке Мегс, вернувшийся домой после завершения войны во Вьетнаме, в мирной жизни испытывает сложности в общении. Он принимает участие в судьбе другого ветерана — Дэвида Фланнигана (Харрис), который, испытывая пост-травматический синдром, превращается в хронического алкоголика. Мегс пытается вернуть Дэйва к жизни, выдернуть из сетей трагических воспоминаний, вечерних пьянок и утреннего похмелья. Старания Мегесси не совсем бескорыстны - он увлечён сестрой Фланнигана Мартой (Бейкер), которая живёт с братом и заботится о нём. Мегс понимает, что пока Фланниган не вернётся к нормальной жизни, сестра не оставит его даже ради любимого мужчины. Дэйв, в свою очередь, не желает ничего менять, и к тому же не одобряет отношения Марты и Мегса. Кроме того, он винит Мегесси в гибели в бою ещё одного их боевого товарища — Бобби. Свой гнев и раздражение Дэйв срывает на них во время выпускного вечера в школе, где Марта работает учителем. Преодолевая противодействия брата, Мегс и Марта сохраняют свою любовь.

## В ролях
- Роберт Де Ниро — Джозеф Мегесси или Мегс («Стилет»)
- Эд Харрис — Дэвид Фланниган или Дэйв («Студент»)
- Кэти Бейкер — Марта Фланниган, сестра Дэйва
- Чарльз Даттон — Джейк, ветеран Вьетнамской войны, бывший лидер штурмовой группы

## Награды и номинации
Эд Харрис был номинирован на премию «Золотой глобус» в категории «Лучший актёр второго плана», но уступил её Дензелу Вашингтону в фильме «Слава».

## Критика
Кинокритик Роджер Эберт полагает, Стилет в каком-то смысле является продолжением фильма «Охотник на оленей», его действие развивается через 15 лет после войны. «Многие ситуации и настроения схожи, схожа и тема: если ваш друг остался позади, нужно вернуться и помочь ему». Обозреватель Washington Post особо выделяет «невероятно красивый и захватывающий» дуэт Кэти Бейкер и Роберта Де Ниро.